# Laetesia aucklandensis
Laetesia aucklandensis là một loài nhện trong họ Linyphiidae.
Loài này thuộc chi Laetesia. Laetesia aucklandensis được Raymond Robert Forster miêu tả năm 1964.